# Estación Cartagena
La Estación Cartagena es una antigua estación ferroviaria ubicada en Avenida San Martín, esquina La Marina, ciudad de Cartagena, Región de Valparaíso, Chile. Inaugurada en 1921, sirvió como estación terminal del Ramal Santiago - Cartagena hasta la clausura del servicio en 1989. La estación fue declarada Monumento Nacional de Chile, en la categoría de Monumento Histórico, mediante el Decreto Supremo n.º 287, del 1 de julio de 1994.

## Historia
En el año 1921 terminó la construcción del Ramal Santiago - Cartagena, servicio que unía la Estación Central de Santiago con el balneario de Cartagena, en el litoral central. La Estación Cartagena fue construida como estación terminal de pasajeros del ramal, siendo inaugurada por el presidente Arturo Alessandri. En los años 1950 salían tres trenes desde Santiago al balneario los días domingo, pero el servicio comenzó a declinar cuando se popularizó el servicio de buses, acrecentado desde 1978, cuando se liberalizó el servicio terrestre.
Mediante el decreto 64 del 16 de marzo de 1989 el ramal dejó de funcionar y la estación Cartagena fue suprimida. En 1991 se levantaron las líneas que unían a Cartagena con San Antonio, quedando la estación abandonada. El 20 de agosto de 1999 un incendio afectó el edificio casi por completo, siendo reconstruido finalmente, luego de que en 2004 la Empresa de los Ferrocarriles del Estado acordara que la administración de la antigua estación quedara en manos del municipio, desarrollando posteriormente actividades culturales y comunitarias. La reconstrucción fue llevada a cabo con fondos aportados por la Subsecretaría de Desarrollo Regional y Administrativo y por la Municipalidad de Cartagena.

## Descripción
La estación se encuentra ubicada al poniente de la Plaza de Armas de Cartagena, cerca de la playa Chica, alcanzando la esquina de Avenida La Marina, que sube desde la playa Chica hasta la intersección con la Avenida San Martín, que une a Cartagena con San Antonio.
El edificio de la estación es de dos niveles, y comprendía las que eran las boleterías, oficinas y sala de espera, ubicadas en una planta en T, encontrándose su segundo piso amansardado, y rematado por una torre de madera. Su construcción está hecha de piedra y de madera, y las puertas y ventanas están coronadas por arcos de medio punto. El andén tiene su techo cubierto que descansa sobre pilares de madera.